# SISDE
SISDE（Servizio per le Informazioni e la Sicurezza Democratica；情報・民主主義保安庁）は、かつて存在したイタリアの防諜機関。
SISDEは、1977年10月24日、1965年に創設された国防情報庁（Servizio Informazioni Difesa；略称SID）の諜報機能（SISMI）と防諜機能（SISDE）に分割により創設された。
2006年の改革により、SISDEは国内情報・保安庁（AISE）、SISMIは対外情報・保安庁（AISI）に改編され、イタリアの情報共同体の調整機関として国家安全保障省庁間委員会が設置された。

## 機構
- マフィア対策部
- 対テロ部
- 組織犯罪対策部
- 国家警察

## 歴代長官
1. ジュリオ・グラッシニ将軍（1978年1月 - 1981年7月）：カラビニエリ
2. エマヌエル・デ・フランチェスコ（1981年7月 - 1984年4月）
3. ビンセント・パリジ（1984年4月 - 1987年1月）
4. リッカード・マリピカ（1987年1月 - 1991年8月）
5. アレッサンドロ・ヴォチ（1991年8月 - 1992年7月）
6. アンジェロ・フィノッキヤロ（1992年7月 - 1993年7月）
7. グスタヴォ・サラザール（1993年7月 - 1994年7月）
8. ガエタノ・マリノ将軍（1994年7月 - 1996年10月）：カラビニエリ
9. ビットリオ・ステロ Vittorio Stelo（1996年10月 -）：元警視総監
10. マリオ・モリ（-）